# Фрэнсис, Элвуд
Патрик «Элвуд» Фрэнсис (англ. Patrick «Elwood» Francis), 23 августа 1962, Лексингтон, Кентукки, США  — американский музыкант, бас-гитарист группы ZZ Top; также гитарист собственной панк-рок группы Mighty Skullhead. Занял место бас-гитариста ZZ Top после смерти Дасти Хилла в 2021 году.

## Биография
Элвуд Фрэнсис родился в Лексингтоне, штат Кентукки в 1962 году. Начал играть на гитаре в 13-летнем возрасте. Первую гитару ему подарил дед и первой песней, разученной Элвудом Фрэнсисом стала песня Somebody с дебютного альбома группы Aerosmith. В старшей школе был участником группы, репертуар которой составляли танцевальные и фанк-композиции. Вместе с ней он перебрался в Бостон, где познакомился с Джо Перри, который, по словам Фрэнсиса, сильно повлиял на его дальнейшую карьеру. Когда Перри воссоединился с Aerosmith, Фрэнсис стал его гитарным техником, а с созданием группы Alcatrazz стал также гитарным техником басиста группы Гари Ши. Когда в группу пришёл Стив Вай, Элвуд Фрэнсис стал и его гитарным техником. Именно он кастомизировал первую известную гитару Стива Вая «Green Meanie». Это была подаренная Ваю гитара Charvel Sunburst и сам Вай вспоминал об это так: «Тогда я был в Alcatrazz. Это была вещь типа Super Strat — с хамбакерами. У нее был звук, было ощущение … И в то время у меня был техник Патрик Фрэнсис — „Элвуд“ — он был очень ярким парнем и любил что-то делать с инструментами…Он получил массу удовольствия, покрасив ее в зелёный цвет, наклеив наклейки и все такое» 
Вторую половину 1980-х Элвуд Фрэнсис работал как с Перри, так и с Ваем. В начале 1990-х Фрэнсис пришёл в ZZ Top. Как вспоминал Билли Гиббонс: «Когда я его впервые увидел, он прикатил на скейте и ел сэндвич с авокадо» . В течение 30 лет Элвуд Фрэнсис поддерживал в надлежащем состоянии арсенал гитар ZZ Top, нередко старинных или напротив, новых причудливых инструментов . Кроме того, Элвуд Фрэнсис в 2018 году записал партии гармоники и гитары в сольном альбоме Билли Гиббонса The Big Bad Blues.   
Когда у Дасти Хилла в ходе летнего турне 2021 года заболело бедро и он был вынужден прервать турне, Хилл попросил продолжить гастроли с Элвудом Фрэнсисом на бас-гитаре: «Он с нами тридцать лет и отлично знает всю кухню». Через несколько дней Дасти Хилл умер. «Это была неожиданная реальность, которая не только упала мне на колени, но и позволила мне присесть на корточки, и серьёзно поговорить с мистером Бирдом. И мы оба согласились, что, отдавая дань уважения наследию группы, мы считаем, что было бы более уместно попытаться взять палочки и продолжить, а не просто сдаться» — вспоминал Билли Гиббонс. Он же говорит, что появление Фрэнсиса дало дополнительный заряд энергии группе : «Когда я вижу улыбающегося Фрэнка Бирда впервые за 30 лет, я понимаю, что происходит что-то хорошее».
Элвуд Фрэнсис в настоящее время выступает в составе ZZ Top на концертах и участвует в записи нового альбома группы, планируемого к выпуску в 2023 году. Относительно игры Фрэнсиса Билли Гиббонс говорит, что Дасти Хилл звучал несколько мягче, потому что он играл пальцами, относительно пения (Дасти Хилл постоянно пел бэк-вокальные партии, и время от времени партии основного вокала в отдельных песнях) Билли Гиббонс сказал что в бэк-вокале Фрэнсис достаточно хорош, но основные партии петь пока стесняется .
Собственная группа музыканта базируется в Лексингтоне, и выступает несколько раз в году. 
Женат на Дженнифер Фрэнсис, имеет двух детей. 